# 本源寺 (松戸市)
本源寺（ほんげんじ）は、千葉県松戸市にある日蓮宗の寺院。

## 概略と沿革
1596年（慶長元年）、徳川家康の側室下山殿の父秋山虎康の開基である。
秋山虎康は旧武田氏の遺臣で、娘が産んだ万千代（武田信吉）を支え、他の武田氏の遺臣とともに万千代の領地だった小金領に在住していた。
その後、万千代は水戸に移封されたが、虎康は家督を嫡男昌秀に譲って隠居、この地に留まり、当寺を建立した。

## 交通アクセス
- 京成バス胡録神社バス停留所で下車、徒歩8分。